# 후지타 안나
후지타 안나(일본어: 藤田 杏奈, 1994년 9월 22일 ~ )는 일본의 모델이다.